# Животные, вымершие после 1500 года
Животные, вымершие после 1500 года — таксоны и популяции животных, существование которых было зафиксировано в памятниках культуры; есть сведения о наблюдении этих животных естествоиспытателями или путешественниками, но на сегодняшний день эти виды не существуют. По данным Международного союза охраны природы (англ. World Conservation Union) на 2008 год, за последние 500 лет полностью вымерло 844 вида животных и растений.
Список вымерших видов региона, страны или мира публикуется на первых страницах соответствующих Красных книг (регионального, национального или международного статуса).

## Вымершие эндемичные виды
Чаще всего истреблению подвергались эндемичные виды, которые долгое время существовали в специфических условиях изолированно. Такие виды часто не имели естественных врагов и утрачивали защитные приспособления, например: менялись поведенческие реакции, у птиц утрачивалось умение летать. Причиной вымирания таких видов могло быть не прямое, а косвенное влияние человека — например, завезённые человеком намеренно или нечаянно животные (кошки, собаки, другие хищники, крысы), либо преобразование, а чаще полное уничтожение естественных экосистем (мест обитания эндемичных видов) под нужды сельского хозяйства, строительства, промышленности и других целей.

## Вымершие с 1500 по 1599 год
- Hippopotamus madagascariensis и Hippopotamus lemerlei — два вида парнокопытных животных семейства бегемотовых, ранее обитавшие на Мадагаскаре. Своими размерами напоминали современного карликового бегемота (Choeropsis liberiensis), но были генетически ближе к гиппопотаму (Hippopotamus amphibius). Причинами вымирания животных стала в основном неумеренная охота переселенцев, что привело к вымиранию обоих видов примерно к 1510 году.
- Plagiodontia ipnaeum — вымерший грызун семейства хутиевых, ранее встречавшийся в Доминиканской республике и на Гаити. Естественными местами обитания зверя были субтропические и тропические влажные леса. Последние упоминания относятся к промежутку 1536—1546 годов[2].
- Quemisia gravis[англ.] — грызун, относящийся к семейству Heptaxodontidae[англ.]. Ранее встречался в Доминиканской республике и на Гаити[3]. Последние упоминания относятся к промежутку 1536—1546 годов[2]. Причина вымирания — исчезновение естественных мест обитания[4].
- Noronhomys vespuccii[англ.] — вымерший грызун, обитавший на архипелаге Фернанду-ди-Норонья[5]. Предположительно вымер из-за занесения на острова корабельных крыс с кораблей Америго Веспуччи, которые заняли экологическую нишу рисовых мышей. Последние упоминания относятся к 1503 году[2].
- Nycticorax olsoni — ночная птица семейства цаплевых, обитавшая на Острове Вознесения, последние упоминания относятся к 1555 году по одним данным[6] и к 1502 году по другим[7].

## Вымершие с 1600 по 1699 год
- Nyctanassa carcinocatactes — исчезнувший вид цапель, обитавший на Бермудских островах. Описана в 2006 году по останкам С. Л. Олсоном и Д. Б. Вингейтом[англ.]. Последние упоминания относятся к 1623 году[7].
- Пастушок Дебуа (лат. Nesotrochis debooyi) — вид птицы, обитавший на Кубе. Последнее упоминание относится к 1625 году[7].

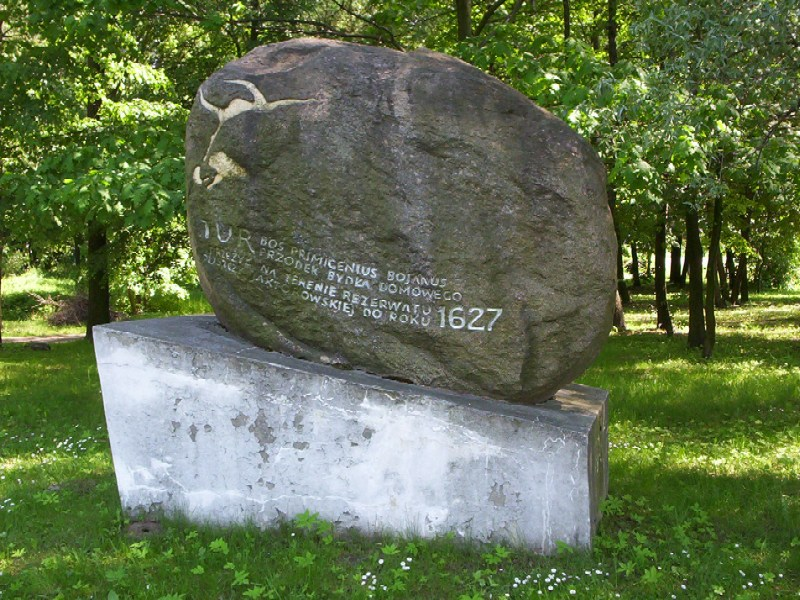
Памятник последнему туру в Якторове

- Памятник последнему туру в ЯкторовеТур (лат. Bos primigenius) — парнокопытное животное рода настоящих быков. Ныне считается вымершим в результате хозяйственной деятельности человека и интенсивной охоты. Последняя популяция погибла в лесах недалеко от Якторова в 1627 году[8].
- Мартиникский ара (лат. Ara martinica) — вид птиц семейства попугаевых, подсемейства настоящих попугаев. Обитал на острове Мартини́ка, описан в 1905 году У. Ротшильдом по краткой записке XVII века, составленной Бутоном[9]. Реальных следов существования не обнаружено, предположительно были островной популяцией сине-жёлтых ара, завезённых аборигенами[10]. Последние упоминания относятся к 1640 году[11].
- Вознесенский пастушок (лат. Mundia elpenor) — птица являлась эндемичным видом острова Вознесения. Последние упоминания относятся к 1656 году[7].
- Палеопропите́к (лат. Palaeopropithecus ingens) — вид субфоссильных лемуров, относящихся к вымершему роду палеопропите́ки, обитавших на Мадагаскаре, были весьма крупными для их семейства, весили до 55 килограмм[12]. Последние упоминания относятся к 1658 году[2].
- Гигантская фосса (лат. Cryptoprocta spelea) — вымерший вид мадагаскарских виверр[13] семейства Eupleridae, наиболее близких к мангустам. Описаны в 1902 году. Предположительно вымерли из-за исчезновения их жертв — гигантских лемуров. Последние упоминания относятся к 1658 году[2].
- Дронт (додо) — утратившая способность летать птица, ранее относившаяся к семейству голубиных. Обитала на острове Маврикий. Европейские колонисты истребляли её из-за вкусного мяса, а привезённые моряками свиньи, кошки и обезьяны разоряли гнёзда дронтов, располагавшиеся на земле. Один из единичных скелетов находится в Дарвиновском музее в Москве. Дронт фигурирует в книге Льюиса Кэррола «Алиса в стране чудес». Во второй половине XX века дронт стал символом борьбы за защиту и сохранение редких видов животных, является символом и эмблемой Фонда охраны дикой природы имени Даррелла. Последние упоминания относятся к 1662 году[7].
- Родригесский попугай (лат. Necropsittacus borbonicus) — вымершая птица семейства попугаевых. Последние упоминания относят к 1671 году[7].
- Кваква Дюбуа (лат. Nycticorax duboisi) — вымершая птица семейства цаплевых, обитавших на Маскаренских островах. Известны только по описаниям С. Дюбуа, сделанным в 1674 году[7].
- Foudia delloni — вымершая птица из семейства ткачиковых, обитавшая на Мадагаскаре. Последние упоминания относятся к 1671—1672 годам[7].
- Реюньонская пустельга (лат. Falco duboisi) — хищная птица рода соколы, семейства соколиных. Обитала на островах Родригес и Реюньон. На данных островах были практически полностью уничтожены леса, и исчезла фактически вся реликтовая фауна, в частности, такие виды, как родригесская птица пустынник и реюньонская пустельга. Последние упоминания относятся к 1671—1672 годам[7].
- Реюньонская утка (лат. Alopochen kervazoi) — вымершая птица с острова Реюньон, принадлежала семейству утиных. Единственный современный представитель данного рода — нильский гусь. Официально реюньонский гусь признан вымершим в начале 21-го века[14]. Последние упоминания относятся к 1671—1672 годам[7].
- Маврикийский чубатый попугай (лат. Lophopsittacus mauritianus) — птица семейства попугаевых, подсемейства настоящие попугаи. Описан по фактически единственному описанию, сделанному в 1601—1602 годах, которое хранится в библиотеке Утрехта (рисунок). Основной цвет — серо-голубой. Массивный клюв, на голове имелся выраженный хохолок. Крылья относительно тела непропорционально короткие, предположительно не мог летать, только вспархивал. Исчез в период колонизации острова европейцами, которые завезли собак, крыс, свиней, которые охотились на птицу и разоряли гнёзда. По свидетельствам, последнюю птицу видели в 1638[15], по другим данным — в 1673 году[7]. Описаны также другие попугаи этого острова, Lophopsittacus bensoni — серый ширококлювый. Он был меньше, чем маврикийский чубатый. Из-за скудности описаний, существует большая вероятность, что серый попугай — это самка Lophopsittacus mauritanus. Серые ширококлювые попугаи встречались на острове до конца XVIII века, что может косвенно указывать на исчезновение вида спустя около 100 лет после последнего упоминания[16].
- Маврикийская кваква — вымершая птица семейства цаплевых, обитавшая на острове Маврикий, впервые описана Франсуа Лега в 1693 году на пороге исчезновения[7].
- Рыжий маврикийский пастушок (лат. Aphanapteryx bonasia) — вымершая нелетающая птица семейства пастушковых, эндемик острова Маврикий. Первые описания птицы относятся к 1602 году, а последние данные о встречах относят к 1693 году[7].
- Реюньонская утка (лат. Alopochen mauritianus) — эндемичная птица семейства утиных. Ближайший родственник реюньонского и нильского гусей. Как и реюньонский гусь был предметом охоты колонистов и был истреблён в короткое время, дополнительным фактором стало разорение гнёзд крысами и свиньями, завезёнными колонистами. Ещё в 1681 году упоминался Франсуа Легуа как многочисленный вид, но уже в 1693 году встречался весьма редко[17]. Последние упоминания относятся именно к 1693 году[7].
- Маврикийская утка (лат. Anas theodori) — вымершая птица семейства утиные. Эндемик островов Маврикий и Реюньон. Описана Франсуа Легуа. Причиной вымирания стала избыточная охота на птицу и разорения гнёзд завезёнными крысами и свиньями[17]. Последние упоминания относятся к 1693 году[7].

## Вымершие с 1700 по 1799 год
- Threskiornis solitarius[18] — вымершая птица семейства ибисовые, эндемик острова Реюньон[19]. Первые упоминания относятся к 1613 году, и первоначально считался родственным додо. Последние упоминания относятся к 1705 году[7].
- Голубь Дюбуа (лат. Nesoenas mayeri duboisi) — вымершая птица семейства голубиные. Впервые описана С. Дюбуа в 1674 году, впоследствии Л. Ротшильд назвал её в честь первооткрывателя[20]. Последние упоминания относятся к 1705 году[7].

### Каролинский попугай

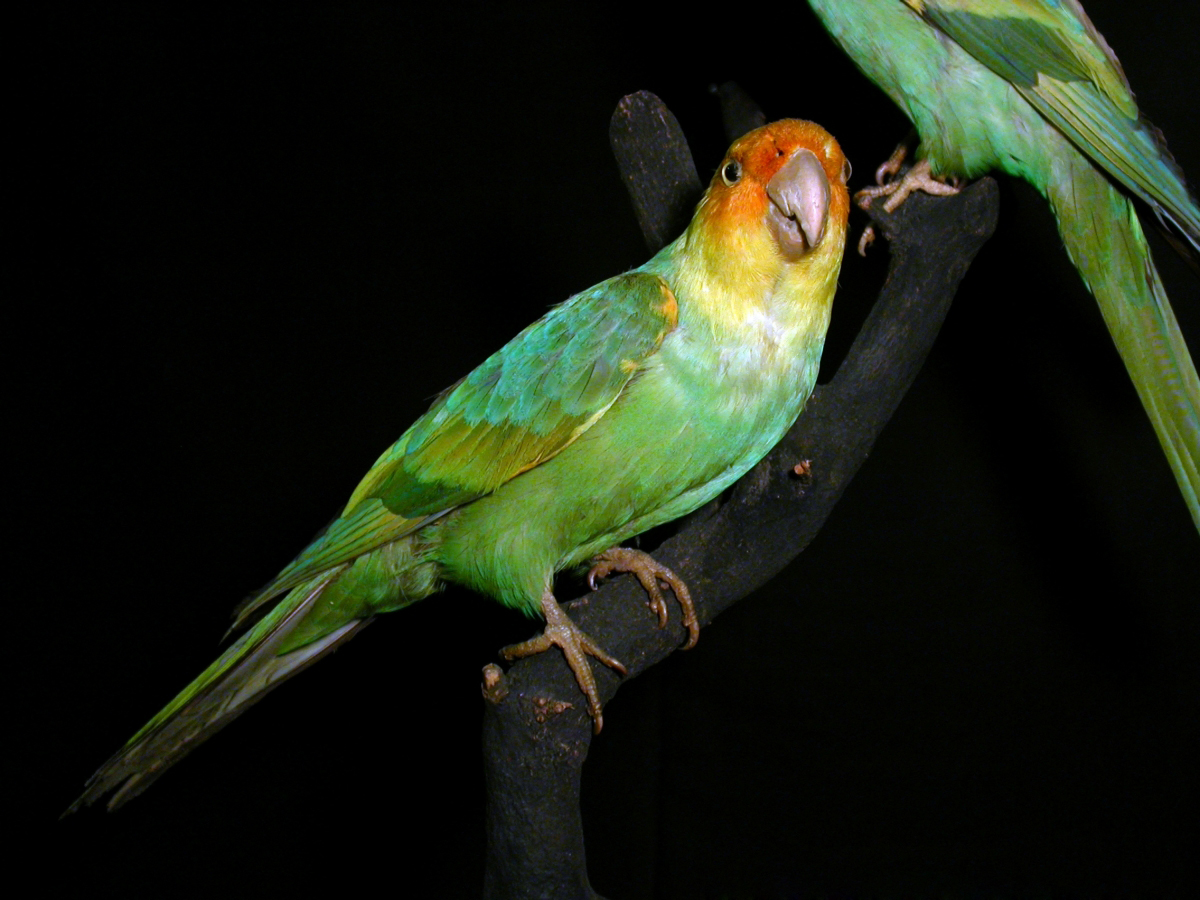
Чучело каролинского попугая

Единственный представитель попугаевых на североамериканском континенте, каролинский попугай, обитал в Северной Америке от Северной Дакоты до Миссисипи и Флориды, доходя до 42° с. ш. Довольно хорошо переносил суровые зимние холода.
Вымер вследствие беспощадного истребления охотниками. Такое сильное преследование объяснялось вредом, наносимым этими попугаями полям и плодовым деревьям. Последний попугай умер в зоопарке в 1918 году.

### Эндемики островов Индийского океана
Маскаренские острова (Маврикий, Родригес и Реюньон) являются одним из самых известных примеров гибели эндемичной фауны. Наряду с дронтами, на островах исчезли:
- гигантские сухопутные черепахи (несколько видов из рода Cylindraspis; близкий вид Aldabrachelys gigantea сохранился на островах Галапагос в Тихом Океане);
- Threskiornis solitarius;
- Некоторые пресмыкающиеся;
- Реликтовые розовые голуби и несколько других видов чудом сохранились, во многом благодаря усилиям Джеральда Дарелла (посвящённая этому книга — «Золотые крыланы и розовые голуби» выпущена на русском языке);
- На Реюньоне вымер эндемичный вид соколов Falco duboisi;
- Вымерли все три вида сов рода Mascarenotus;
- два вида синих голубей (Alectroenas).

### Стеллеровы виды
Печальная известность досталась и двум видам, открытым и описанным немецко-российским зоологом Г. В. Стеллером в ходе экспедиции Витуса Беринга. Это стеллерова корова и стеллеров баклан.

#### Корова
Морская, или стеллерова, корова, или капустница — млекопитающее отряда сирен, во многом напоминала ламантина и дюгоня, но была намного крупнее их. Большие стада этих животных плавали у самой поверхности воды, кормясь морской капустой (ламинарией), из-за чего животное и было названо морской коровой. Мясо её, которое было очень вкусным и не пахло рыбой, активно употреблялось в пищу, так что стеллерова корова была истреблена полностью всего за 30 лет, несмотря на впечатляющие размеры популяции. Правда, отдельные свидетельства моряков, якобы заметивших несколько морских коров, приходили до 1970-х годов и, возможно, позже. Скелет морской коровы можно увидеть в зоологическом музее МГУ.

#### Баклан
Стеллеров баклан (очковый баклан, Phalacrocorax perspicillatus) — птица из отряда пеликанообразных, семейства баклановых, рода бакланы. Баклан был более 70 см в высоту, не умел летать и двигался как пингвин. Мясо стеллерова баклана не уступало мясу морской коровы. Поскольку бакланы не умели летать и могли спастись от опасности только в воде, команды проходящих судов легко ловили их, живыми набивали трюмы кораблей и везли на продажу. По дороге часть птиц гибла, часть употреблялась в пищу самой командой, и только 200 птиц из тысячи продавались. Считается уничтоженным к середине XIX века, хотя, по неподтверждённым сведениям, последнюю пару бакланов видели в 1912 году.

### Другие примеры
В Новой Зеландии — птица моа (истреблена аборигенами маори), на Мадагаскаре — птицы семейства эпиорнисовые, на Фолклендских островах — фолклендская лисица, В Австралии и в Тасмании — сумчатый волк, на острове Шуазёль (Соломоновы острова) — хохлатый толстоклювый голубь. Эта птица была открыта и описана английским натуралистом А. С. Миком в 1804 году. Голубь большую часть времени проводил на земле, а на ночлег устраивался на нижних ветках деревьев. Основной причиной исчезновения голубя (вымер к середине XX века) стали завезённые на остров кошки и вырубка лесов под плантации кокосовой пальмы.

## Вымершие в XIX—XX веках

### Странствующий голубь

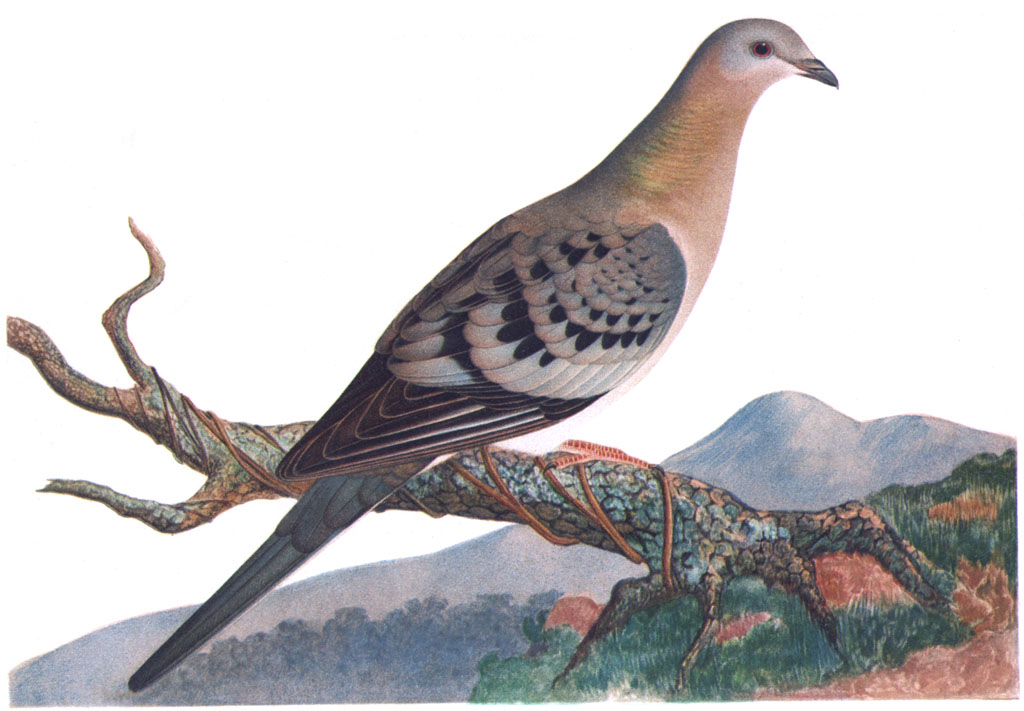
Странствующий голубь

Одним из примеров исчезновения по вине человека является странствующий голубь. Когда-то многомиллионные стаи этих птиц летали в небе Северной Америки. Завидев пищу, голуби как огромная саранча бросались вниз, а насытившись — улетали, начисто уничтожая фрукты, ягоды, орехи, насекомых. Подобная прожорливость вызывала раздражение колонистов. Кроме того, голуби были очень хороши на вкус. В одном из романов Фенимора Купера описано, как при приближении стаи голубей всё население городов и посёлков высыпало на улицы, вооружившись рогатками, ружьями, иногда даже пушками. Убивали столько голубей, сколько могли убить. Голубей закладывали в погреба-ледники, готовили сразу, кормили собак или просто выбрасывали. Устраивались даже соревнования по стрельбе по голубям, а ближе к концу XIX века стали использовать и пулемёты.
Последний странствующий голубь, по имени Марта, умер в зоопарке в 1914 году.

### Вересковый тетерев
Та же судьба постигла североамериканского верескового тетерева. Близкий родственник тетерева обыкновенного добывался ради вкусного мяса. Кроме того, тетерев не имел иммунитета против заболеваний домашних кур. Последний тетерев умер в 1932 году в заповеднике, специально созданном, чтобы попытаться сохранить вид.

### Квагга

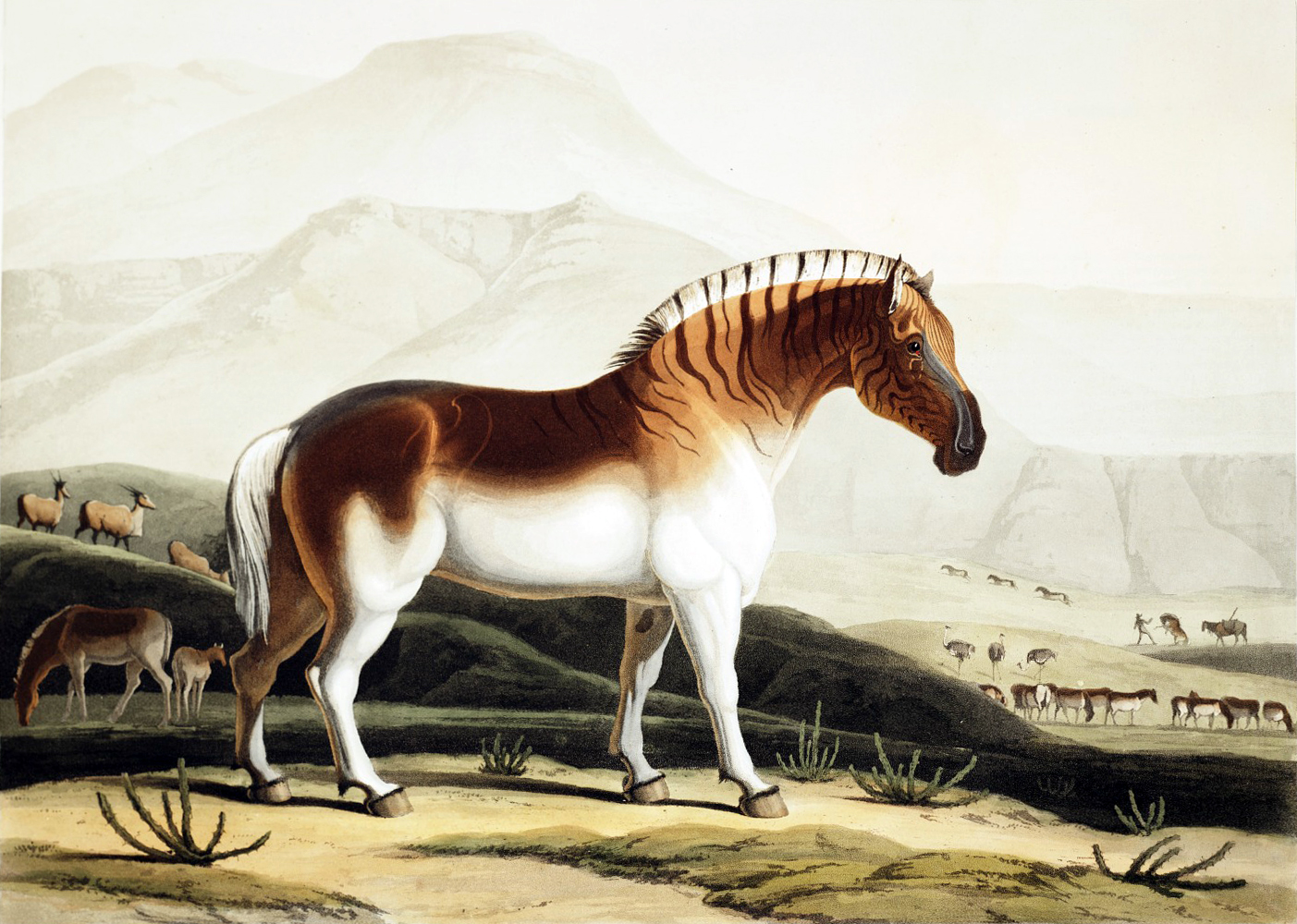
Квагга

Квагга, обитавшая на юге Африки, относится к отряду непарнокопытных. Спереди она имела полосатую расцветку, как у зебры, сзади — гнедой окрас лошади. Буры добывали кваггу ради её прочной шкуры. Квагга — едва ли не единственное из вымерших животных, представители которого были приручены человеком и использовались для охраны стад. Квагги намного раньше домашних овец, коров, кур замечали приближение хищников и предупреждали владельцев громким криком «куаха», от которого получили своё название. Последняя квагга была убита в 1878 году.

### Бескрылая гагарка

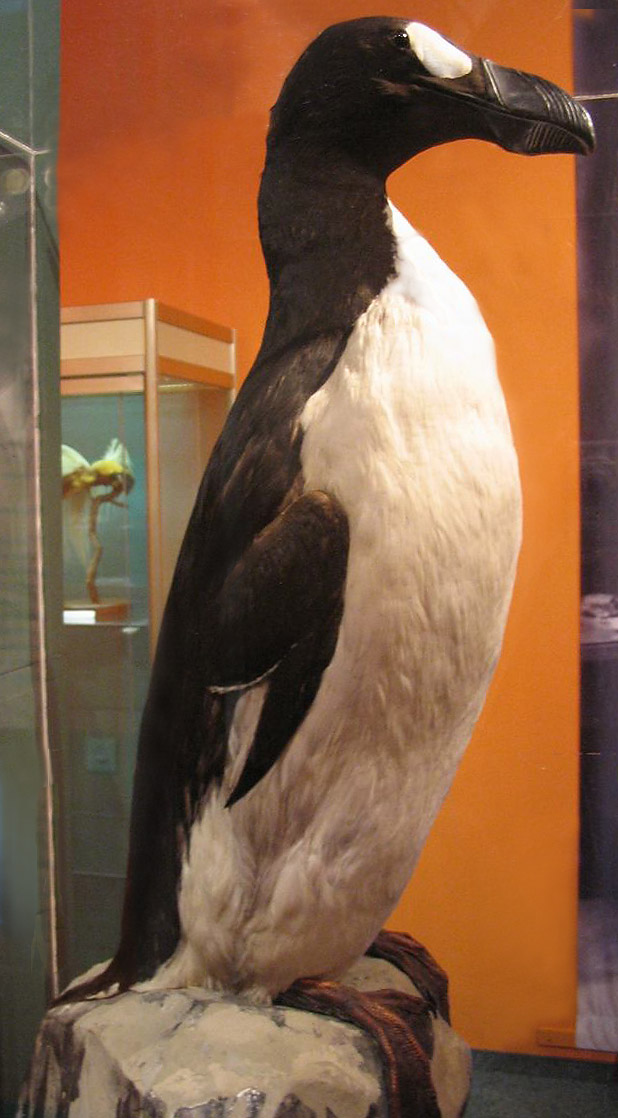
Чучело бескрылой гагарки, Лейпциг

Сходная участь постигла бескрылую гагарку, «пингвина северного полушария» — нелетающую птицу из отряда ржанкообразных, семейства чистиковых, гнездившуюся на северных островах Атлантического океана. Их добывали ради мяса и знаменитого пуха, позже, когда гагарки стали редкостью, для продажи коллекционерам. Последние бескрылые гагарки были убиты на небольшом острове около Исландии в 1844 году.

## Мероприятия по защите вымирающих видов
Только в XX веке человечество пришло к выводу, что истребление редких видов животных может наносить непоправимый ущерб природе. Однако первые попытки сохранения видов часто оказывались неудачными. Это было связано с тем, что зоологи пытались реанимировать вид, имея в своём распоряжении всего одну-две пары особей.
По данным исследования, проведённого в рамках Millennium Ecosystem Assessment, в настоящее время вымирание видов животных происходит от 100 до 1000 раз быстрее темпа, соответствующего нормальному процессу эволюции.
Вклад в изменение этой ситуации внёс Джеральд Даррелл. Он стал первым человеком, превратившим зоопарк в институт разведения редких видов животных. Для восстановления численности исчезающего вида требуется как минимум несколько пар неродственных особей, условия содержания и пища, подобранные для каждого вида индивидуально. Положительный итог работы по сохранению видов достигается в том случае, если особей становится достаточно много для успешного переселения их в естественную среду обитания либо в аналогичную среду, если естественная среда уничтожена человеком. Таким образом уже спасено множество видов животных.
Если животное уже является редким, но ещё не стоит на пороге вымирания, практикуется создание заповедников.
Власти Кении и Танзании уже осознали, что туристы желающие увидеть живых слонов и других животных в естественной обстановке, приносят куда большие прибыли, чем продажа слоновой кости и львиных шкур. Теперь сотрудники государственных заповедников скорее вступят в бой с браконьерами (такие случаи уже были), чем сами попытаются убить льва или слона.
В России такая работа проводится в недостаточном объёме, заповедники часто охраняются не слишком хорошо. Как итог — дальневосточный леопард может быть потерян в любой момент.
Животное, считающееся вымершим, не обязательно вымерло. Всегда есть шанс, что несколько особей избежали гибели, став осторожнее. Чем большую территорию занимал раньше вид и чем меньше она освоена, тем выше такой шанс. Так, например, были обнаружены особи такахе, вида, который считался вымершим. Но в большинстве случаев вероятность вторичного обретения вида близка к нулю.
Существуют также проекты генетического воссоздания видов с помощью сохранившихся образцов ДНК, но ни один из них пока не реализован.